# West Side Story (musikalbum)
West Side Story är ett musikalbum från 2010 där jazzsångerskan Lina Nyberg tillsammans med pianotrion MusicMusicMusic gör sin tolkning av Bernsteins musikal.

## Låtlista
Musik: Leonard Bernstein – Text: Stephen Sondheim
1. Tonight – 6:05
2. Somewhere – 6:09
3. America – 6:27
4. Jet Song – 6:07
5. Something's Coming – 6:11
6. Cool – 6:38
7. Maria – 6:17

## Medverkande
- Lina Nyberg – sång
- MusicMusicMusic:
  - Fabian Kallerdahl – piano, keyboard
  - Josef Kallerdahl – bas
  - Michael Edlund – trummor